# Polygenis axius
Polygenis axius är en loppart som först beskrevs av Jordan et Rothschild 1923.  Polygenis axius ingår i släktet Polygenis och familjen Rhopalopsyllidae.

## Underarter
Arten delas in i följande underarter:
- P. a. axius
- P. a. pessoai
- P. a. proximus